# Riomao
Riomao (llamada oficialmente San Tomé de Riomao) es una parroquia y un lugar del municipio español de La Vega, en la provincia de Orense, Galicia.

## Toponimia
La parroquia también es conocida por el nombre de Santo Tomás de Riomao.

## Organización territorial
La parroquia está formada por una entidad de población:
- Riomao

## Demografía
Gráfica demográfica del lugar y parroquia de Riomao según el INE español:
| Gráfica de evolución demográfica de Riomao entre 2000 y 2023 |
|                                                              |
| Datos según el nomenclátor publicado por el INE.             |